# On My Mama
On My Mama è un singolo della cantautrice statunitense Victoria Monét, pubblicato il 16 giugno 2023 come terzo estratto dal primo album in studio Jaguar II.
Ai Grammy Awards 2024 è stato candidato nelle categorie Registrazione dell'anno e Miglior canzone R&B.

## Descrizione
Durante un'intervista con Apple Music, Victoria Monét ha spiegato di aver scritto On My Mama mentre soffriva di depressione post-partum. Ha spiegato:
Il brano contiene un campionamento del singolo del 2009 I Look Good di Chalie Boy.

## Video musicale
Il video musicale è stato reso disponibile il 15 agosto 2023, coreografato da Sean Bankhead. Esso presenta, in qualità di cameo, Chalie Boy, insieme alla madre e alla figlia della Monét. Rolling Stone ha notato dei riferimenti a Ciara, Mýa e Aaliyah.

## Classifiche

### Classifiche settimanali
| Classifica (2024) | Posizione massima |
| ----------------- | ----------------- |
| Stati Uniti       | 33                |

### Classifiche di fine anno
| Classifica (2024) | Posizione |
| ----------------- | --------- |
| Stati Uniti       | 91        |